# Fluvicola albiventer
Fluvicola albiventer е вид птица от семейство Tyrannidae.

## Разпространение
Видът е разпространен в Аржентина, Боливия, Бразилия, Парагвай, Перу и Уругвай.